# Joseph Mélèze-Modrzejewski
Pour les articles homonymes, voir Mélèze.
Joseph Mélèze-Modrzejewski, né Józef Edmund Modrzejewski le 8 mars 1930 à Lublin (Pologne) et mort le 30 janvier 2017 à Châtenay-Malabry, est un historien franco-polonais du droit de l'Antiquité classique.
Papyrologue et spécialiste de l'époque hellénistique, il fut professeur émérite d'histoire ancienne de l'université Panthéon-Sorbonne et directeur d'études à  l'École pratique des hautes études et directeur de la RHD (Revue d'Histoire du Droit). Il est à l’origine de la création du diplôme universitaire D.U.E.J à l'Université de Paris 1.

## Biographie
Né à Lublin en Pologne le 8 mars 1930, il y a commencé sa carrière scientifique avec son maitre Rafał Taubenschlag ; il quitte la Pologne avec une bourse de la Fondation Ford et poursuit en France à partir de 1958.
Diplômé de l'École pratique des hautes études (1960), d'études supérieures en droit romain (1964), et docteur d'État ès lettres (1976), Joseph Mélèze-Modrzejewski a enseigné pendant une trentaine d’années l'histoire juridique et sociale du monde hellénistique à la faculté de Droit de Paris et à la Sorbonne ; après sa retraite de l'université en 1999, il a continué pendant cinq ans de diriger un séminaire de papyrologie et d'histoire des droits de l’Antiquité à l’EPHE (IVe section, sciences historiques et philologiques) créé en 1972.
De 1979 à 2010, il a également enseigné l'histoire du judaïsme postexilique à l’université libre de Bruxelles (Institut d’études du judaïsme Martin Buber). Ses travaux — quelque quatre-cents livres, articles, comptes-rendus et chroniques depuis 1951 — portent sur divers aspects de l’histoire du droit et des institutions de l’Antiquité, en particulier l'histoire juridique et sociale de l’Égypte grecque et romaine à la lumière des sources papyrologiques, ainsi que sur l’histoire du judaïsme à l'époque du Second Temple. Directeur de la Revue historique de droit français et étranger, il participe à la direction de plusieurs revues internationales spécialisées dans le domaine de l’histoire du droit et des institutions.
Il est à l’origine de la création  du D.U.E.J , diplôme universitaire d’études judaïques de l'université Panthéon-Sorbonne. Il travaillait assidûment à la fin de sa vie à l’évolution du D.U. en Chaire d’Histoire du Droit Biblique avec les fondateurs de l’association d’étudiants d’Histoire du Droit de l’Université d’Assas.
Il meurt accidentellement à 86 ans, le 30 janvier 2017 à Châtenay-Malabry.

## Distinctions
- Médaille d’argent du Centre national de la recherche scientifique (1972)
- Palmes académiques (1989)
- Prix Bordin de l'Académie des inscriptions et belles-lettres (1994)
- Chevalier de l'ordre du Mérite de la république de Pologne (22 mai 2002)[7]
- Doctorat honoris causa de l’université d’Athènes, 2002
- Prix François-Millepierres de l’Académie française, 2012
- Prix Victor-Delbos de l’Académie des sciences morales et politiques, 2012

## Publications
- Alexandre le Grand, Varsovie, Éditions Ksiazka i Wiedza, 1958 ; 2e éd., 1961 [en polonais], et Tel Aviv, Éditions Heder, 1961 [en hébreu].
- Droit impérial et traditions locales dans l’Égypte romaine, Aldershot, Éditions Variorum, 1990.
- Statut personnel et liens de famille dans les droits de l’Antiquité, Aldershot, Éditions Variorum, 1993.
- Les Juifs d’Égypte, de Ramsès II à Hadrien, Paris, Éditions Errance, 1991, et Armand Colin, 1992 ; 2e éd., revue et complétée, Paris, PUF, 1997 (Quadrige 247) ; version anglaise : The Jews of Egypt from Rameses II to Emperor Hadrian, Philadelphie et Jérusalem, The Jewish Publication Society, et Edimbourg, T&T Clark, 1995 ; 2e éd., revue, Princeton, Princeton University Press, 1997.
- Troisième Livre des Maccabées, Traduction du texte grec de la Septante. Introduction et notes par Joseph Mélèze-Modrzejewski. (La Bible d’Alexandrie 15.3), Paris, Éditions du Cerf, 2008.
- Un peuple de philosophes. Aux origines de la condition juive, Fayard 2011[8].

## Entretien vidéo
- Un peuple de philosophes. Entretien avec Joseph Mélèze. Akadem, septembre 2011